# かなこまち
かなこまちは、日本・神奈川県が育成したイチゴの品種。
神奈川県農業技術センターが育成したイチゴで、2020年に品種登録された。神奈川県独自のイチゴ品種としては1986年に品種登録された紅寿（こうじゅ）以来となる。名称は「神奈川生まれの美しくておいしいイチゴ」の想いを込めて命名されている。
紅ほっぺとやよいひめを交配した品種。

## 特徴
- 果皮が鮮赤色で、果実の中まで赤い[1]。
- 糖度が高く、イチゴの味が濃い[3]。
- 甘みと酸味のバランスが良い[2]。
- 果実が大きめ[2][3]。
- 果皮は固いため、輸送の際に傷みにくい[2]。
- 面積当たりの収穫量が多いので、都市部での栽培にも向いている[2]。